# Lignorelles
Lignorelles es una localidad y comuna francesa situada en la región de Borgoña, departamento de Yonne, en el distrito de Auxerre y cantón de Ligny-le-Châtel.

## Demografía
| 328 | 394 | 429 | 386 | 438 | 427 | 432 | 422 | 402 | 382 | 375 | 351 | 361 | 342 | 340 | 315 | 304 | 287 | 281 | 274 | 239 | 209 | 205 | 210 | 196 | 205 | 218 | 201 | 187 | 164 | 149 | 178 | 166 |
| Para los censos de 1962 a 1999 la población legal corresponde a la población sin duplicidades (Fuente: INSEE [Consultar]) |     |     |     |     |     |     |     |     |     |     |     |     |     |     |     |     |     |     |     |     |     |     |     |     |     |     |     |     |     |     |     |     |